# Muntanyola
Muntanyola – gmina w Hiszpanii, w prowincji Barcelona, w Katalonii, o powierzchni 40,61 km². W 2011 roku gmina liczyła 600 mieszkańców. Jej terytorium składa się z czterech niesąsiadujących ze sobą obszarów, tj. Głównego obszaru z trzema eksklawami.